# فيل كارمايكل
فيل كارمايكل (بالإنجليزية: Phil Carmichael)‏ هو لاعب اتحاد الرغبي أسترالي، ولد في 25 يناير 1884 في بريزبان في أستراليا، وتوفي في 1 سبتمبر 1973.

## وصلات خارجية
- فيل كارمايكل عل موقع إسبنسكروم (الإنجليزية)
- فيل كارمايكل على موقع اللجنة الأولمبية الدولية (الإنجليزية)
- فيل كارمايكل على موقع أوليمبيديا (الإنجليزية)
- فيل كارمايكل على موقع اللجنة الأولمبية الأسترالية (الإنجليزية)